# Borówko (jezioro w powiecie mrągowskim)
Borówko – jezioro w Polsce w województwie warmińsko-mazurskim, w powiecie mrągowskim, w gminie Sorkwity.

## Położenie i charakterystyka
Jezioro leży na Pojezierzu Mazurskim, w mezoregionie Pojezierza Mrągowskiego, w dorzeczu Krutynia–Pisa–Narew, 12 km w kierunku południowo-zachodnim od Mrągowa.
Linia brzegowa umiarkowanie rozwinięta. Zbiornik bezodpływowy. Leży w otoczeniu pól i łąk, a od strony zachodniej także lasów.
Zbiornik wodny według typologii rybackiej jezior zalicza się do linowo-szczupakowych.

## Morfometria
Według danych Instytutu Rybactwa Śródlądowego powierzchnia zwierciadła wody jeziora wynosi 25,1 ha. Średnia głębokość zbiornika wodnego to 5,6 m, a maksymalna – 11,5 m. Lustro wody znajduje się na wysokości 137,4 m n.p.m. Maksymalna długość jeziora to 970 m, a szerokość 410 m. Długość linii brzegowej wynosi 2300 m.
Według danych uzyskanych poprzez planimetrię jeziora na mapach w skali 1:50 000 według Państwowego Układu Współrzędnych 1965, zgodnie z poziomem odniesienia Kronsztadt, powierzchnia zbiornika wodnego to 21 ha.